# Cristina Prună
Cristina-Mădălina Prună (n. 11 decembrie 1984, București, România) este o politiciană română, aleasă deputat de București în 2016, 2020 și 2024 din partea Uniunii Salvați România (USR). 